# Associazione Calcio Padova 1935-1936
Questa pagina raccoglie i dati riguardanti l'Associazione Calcio Padova nelle competizioni ufficiali della stagione 1935-1936.

## Stagione
Nella stagio 1935-1935 la squadra patavina disputa il campionato di Serie C, nel girone A, giungendo quarta.
Miglior marcatore in campionato fu Renato Sanero con 16 centri. A seguire Giaretta e Grossi con 9, Zanca con 6, Gelardi e Benelle con 4, Alfonsi e Bettini con 3, Petron e Faggion con 1 rete.
In Coppa Italia il Padova si ferma al primo turno. Dopo aver pareggiato la prima partita in casa con il Venezia, si giocò il replay stavolta a Venezia. I lagunari si imposero per 2 a 1.

## Rosa
| N. |                   | Ruolo | Calciatore          |
| -- | ----------------- | ----- | ------------------- |
|    | Italia (bandiera) | P     | Giovanni Cavasin    |
|    | Italia (bandiera) | P     | Eugenio Santinello  |
|    | Italia (bandiera) | D     | Renzo Bettini       |
|    | Italia (bandiera) | D     | Giuseppe De Marchi  |
|    | Italia (bandiera) | D     | Zefferino Grassetto |
|    | Italia (bandiera) | D     | Romeo Maran         |
|    | Italia (bandiera) | D     | Livio Marigo        |
|    | Italia (bandiera) | D     | Cesare Poncioni     |
|    | Italia (bandiera) | D     | Egidio Zanvettor    |
|    | Italia (bandiera) | C     | Giuseppe Faggion    |
|    | Italia (bandiera) | C     | Goliardo Gelardi    |

| N. |                   | Ruolo | Calciatore       |
| -- | ----------------- | ----- | ---------------- |
|    | Italia (bandiera) | C     | Giorgio Giaretta |
|    | Italia (bandiera) | C     | Mario Maffioli   |
|    | Italia (bandiera) | C     | Walter Petron    |
|    | Italia (bandiera) | A     | Mario Alfonsi    |
|    | Italia (bandiera) | A     | Vittorio Benelle |
|    | Italia (bandiera) | A     | Feliciano Monti  |
|    | Italia (bandiera) | A     | Renato Sanero    |
|    | Italia (bandiera) | A     | Germano Zanca    |
|    | Italia (bandiera) |       | Antonio Franco   |
|    | Italia (bandiera) |       | Danilo Grossi    |
|    | Italia (bandiera) |       | Angelo Zaramella |

## Risultati

### Serie C

#### Girone di andata
| Arbitro: | Osti (Ferrara) |

|                                                                                    |           |            |
| Grossi 3’ Alfonsi 24’ (rig.) Sanero 26’, 34’, 54’ Giaretta 63’ Manfioli 66’ (aut.) | Marcatori | 85’ Frossi |

| Arbitro: | Scotti (Taranto) |

|                            |           |             |
| Molghea 43’ Mancinelli 46’ | Marcatori | 68’ Gelardi |

| Arbitro: | Forin (Treviso) |

|                                                            |           |            |
| Mantovani 31’, 42’, 56’ Cavasin 36’ (aut.) Cavicchioli 80’ | Marcatori | 16’ Grossi |

| Arbitro: | De Pasquale (Varese) |

|             |           |               |
| Alfonsi 22’ | Marcatori | 20’ Tassinari |

| Arbitro: | Magrini (Perugia) |

|                       |           |                       |
| Pavan 21’ Bianchi 75’ | Marcatori | 7’ Gelardi 87’ Sanero |

| Arbitro: | Gorini (Milano) |

|                              |           |  |
| Giaretta 30’ Grossi 59’, 75’ | Marcatori |  |

| Arbitro: | Osti (Ferrara) |

|                |           |                          |
| Gasperutti 50’ | Marcatori | 19’ Gelardi 52’ Giaretta |

| Arbitro: | Conti (Ravenna) |

|                                                         |           |             |
| Sanero 29’ Zanca 48’, 71’ Giaretta 49’, 78’ Benelle 86’ | Marcatori | 63’ Tumiati |

| Arbitro: | Ghetti (Modena) |

|                        |           |            |
| Moretti 75’ Quario 79’ | Marcatori | 89’ Grossi |

| Arbitro: | Carminati (Milano) |

|                      |           |  |
| Sanero 29’ Zanca 57’ | Marcatori |  |

| Arbitro: | Casati (Como) |

|                                                                                   |           |  |
| Costa 14’ Rossi 15’, 70’, 73’, 74’ Filippi 21’ Cesaro 38’ (rig.) Spinato 68’, 85’ | Marcatori |  |

| Arbitro: | Baracchi (Firenze) |

|                                                                  |           |                                      |
| Alfonsi 1’ Sanero 33’ (rig.) Grossi 46’ Bettini 63’ Giaretta 86’ | Marcatori | 67’ Godoli 76’ Lombardi 76’ Liverani |

| Arbitro: | Gardenghi (Brescia) |

|            |           |                             |
| Chinol 60’ | Marcatori | 15’, 16’ Giaretta 77’ Zanca |

| Arbitro: | Reggiani (Brescia) |

|                       |           |             |
| Benelle 5’ Sanero 79’ | Marcatori | 84’ Froglia |

| Arbitro: | Gardenghi (Brescia) |

|            |           |             |
| Tavano 43’ | Marcatori | 55’ Gelardi |

#### Girone di ritorno
| Arbitro: | Ghetti (Modena) |

|            |           |            |
| Fabbri 17’ | Marcatori | 88’ Grossi |

| Arbitro: | Brunetti (Bologna) |

|                |           |  |
| Sanero 7’, 50’ | Marcatori |  |

| Arbitro: | Maffiolini (Gallarate) |

|                      |           |  |
| Sanero 23’ Zanca 67’ | Marcatori |  |

| Arbitro: | Carletti (Ancona) |

|                                                           |           |            |
| Bruni 24’, 63’ Tassinari 35’, 57’ Cortivo 71’ Bocchio 76’ | Marcatori | 87’ Grossi |

| Arbitro: | Mendo (Verona) |

|                                    |           |                |
| Bettini 10’ Zanca 31’ Giaretta 87’ | Marcatori | 53’ Compagnoni |

| Arbitro: | Corradini (Bologna) |

|               |           |             |
| Bernardin 45’ | Marcatori | 55’ Benelle |

| Arbitro: | Bonifazi (Roma) |

|            |           |  |
| Petron 48’ | Marcatori |  |

| Arbitro: | Gonani (Ravenna) |

|  |           |             |
|  | Marcatori | 71’ Faggion |

| Padova 22 marzo 1936 24ª giornata | Padova           | 0 – 0 | Anconitana-Bianchi | Stadio Silvio Appiani\| Arbitro: \| Inverni (Milano) \| |
| Arbitro:                          | Inverni (Milano) |       |                    |                                                         |

| Arbitro: | Scorzoni (Bologna) |

|                                                          |           |            |
| Dalfini 2’ Giuge 25’ Grassetto 26’ (aut.) Baldinotti 65’ | Marcatori | 83’ Sanero |

| Arbitro: | Cardinali (Milano) |

|  |           |                  |
|  | Marcatori | 83’ (rig.) Costa |

| Arbitro: | Gardenghi (Brescia) |

|              |           |            |
| Liverani 18’ | Marcatori | 17’ Grossi |

| Arbitro: | Cappello (Trieste) |

|                             |           |              |
| Benelle 51’ Sanero 62’, 73’ | Marcatori | 80’ Cozzarin |

| Arbitro: | Mendo (Verona) |

|                     |           |                                      |
| Poggi 30’ Sepic 43’ | Marcatori | 14’ (rig.) Sanero 79’ (rig.) Bettini |

| Arbitro: | Reggiani (Brescia) |

|            |           |  |
| Sanero 39’ | Marcatori |  |

### Coppa Italia
| 15 settembre 1935 Primo turno | Padova | 0 – 0 (d.t.s.) | Venezia |  |

| Venezia 19 settembre 1935 Primo turno - ripetizione | Venezia | 2 – 1 | Padova |  |